# Madison (Alabama)
Madison – miasto w Stanach Zjednoczonych, w północnej części stanu Alabama. Miasto należy do obszaru metropolitarnego Huntsville.

## Demografia
W 2000 roku miasto liczyło 29 644 mieszkańców. W roku 2023 liczba mieszkańców wzrosła do 60 854 osób, a gęstość zaludnienia do 794,4 osoby/km².

## Klimat
Miasto leży w strefie klimatu umiarkowanego, ciepłego, subtropikalnego, bez pory suchej z gorącym latem, należącego według klasyfikacji Köppena do strefy Cfa. Średnia temperatura roczna wynosi +16,2 °C, a opady 1358,9 mm (w tym do 11,4 cm opadów śniegu). Średnia temperatura najcieplejszego miesiąca – lipca wynosi +26,4 °C, najzimniejszego – stycznia +5,4 °C. Najwyższa rekordowa zanotowana temperatura wyniosła +43,9 °C natomiast najniższa –27,2 °C. Miesiącem o najwyższych opadach jest marzec ze średnią sumą opadów wynoszącą 152,4 mm a najniższe opady występują w październiku i wynoszą 76,2 mm.